# Friedenskämpfer – Grenzsoldaten
Friedenskämpfer – Grenzsoldaten war ein politisch motiviertes Kinderlied aus der DDR. Der Text stammte von Walter Krumbach und die Melodie von Wolfgang Richter. Die zwei Strophen des Liedes im 4/4-Takt nehmen Bezug auf die Grenztruppen der DDR, die Tag und Nacht auf Wacht standen und denen die Kinder dankbare und treue Helfer sein sollten.